# Catálogo del Patrimonio Cultural Aragonés

El Catálogo del Patrimonio Cultural Aragonés es un registro de bienes culturales de la Comunidad autónoma de Aragón en España.

## Descripción
Establecido por la Ley 3/1999 de 10 de marzo, del Patrimonio Cultural de Aragón y dependiente del Gobierno de Aragón, los bienes declarados Bien catalogado del patrimonio cultural aragonés son inscritos en él. Cuando se incoan expedientes para la declaración de bienes, se notifica de  tal circunstancia al registro, causando la correspondiente anotación preventiva hasta que recaiga una resolución definitiva.
Se trata de un registro de carácter administrativo gestionado por la Dirección General del Departamento responsable de Patrimonio Cultural, destinado a incluir los bienes muebles e inmuebles, además de los inmateriales, que obtengan la calificación, o que se inicie el trámite para calificar como Bienes catalogados, dentro del ámbito competencial del Gobierno de Aragón. Se incluirán tanto si están declarados como si tienen expediente de declaración incoado, con la finalidad de recoger todo tipo de transmisiones, traslados, obras e intervenciones que afecten a dichos bienes incluidos en las declaraciones protectoras. El acceso al Registro será público, en la forma que se establezca en vía reglamentaria.
Además de en este registro, las actuaciones sobre los Bienes catalogados se anotan en el Censo General del Patrimonio Cultural Aragonés.